# Liste des évêques d'Éséka

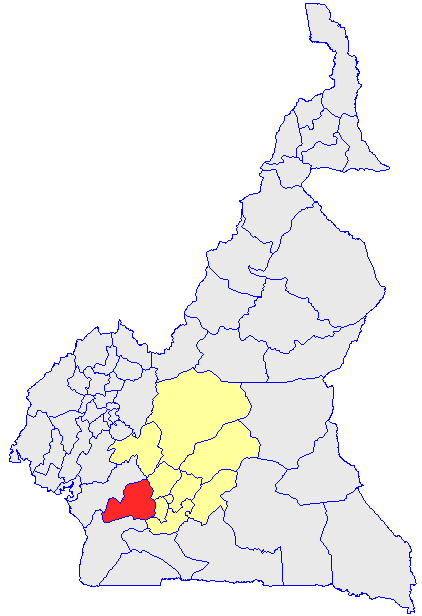
Le diocèse d'Éséka (rouge) au sein de la région Centre (jaune).

La liste des évêques d'Éséka recense les noms des évêques qui se sont succédé sur le siège épiscopal d'Éséka, au Cameroun, depuis la création du diocèse d'Éséka (Dioecesis Esekanensis) le 22 mars 1993 par détachement de l'archidiocèse de Douala.

## Sont évêques
- 22 mars 1993-15 octobre 2004 : Jean-Bosco Ntep, devient évêque d'Édéa.
- 15 octobre 2004-†25 août 2018 : Dieudonné Bogmis.
- 14 novembre 2020 : François Achille Eyabi.

## Sources
- (en) Fiche du diocèse sur catholic-hierarchy.org